# جزن (دامغان)
جَزَن، روستایی در دهستان حومه بخش مرکزی شهرستان دامغان در استان سمنان ایران است. این روستا در ۸ کیلومتری شمال شرقی شهرستان دامغان واقع شده است. این روستا در همسایگی نزدیک با روستای ابوالبق و حاجی‌آباد قرار گرفته است. شغل بیشتر ساکنین آن دامداری و کشاورزی است. مهمترین محصولات درختی و باغی آن انگور و پسته می‌باشد.
تپه (قلعه) جزن مربوط به دوران‌های تاریخی پس از اسلام است و در تاریخ ۱۱ دی ۱۳۸۰ با شمارهٔ ثبت ۴۶۳۸ به عنوان یکی از آثار ملی ایران به ثبت رسیده است.محرم های زیبا و باشکوهی در این روستا برگزار می‌شود که پیشنهاد میکنیم به روستای ما سر بزنید

## جمعیت
بر پایه سرشماری عمومی نفوس و مسکن در سال ۱۴۰۲ جمعیت این روستا ۳۵۷۲ نفر (در ۶۷۷ خانوار) بوده است.

## تاریخچه
نقل است بعد از ورود اعراب به ایران در اواخر ساسانیان چون اعراب حرف «گ» را در زبان خود نداشته‌اند نام گز را به جز تبدیل کرده‌اند (مثل تبدیل گرگان به جرجان یا تبدیل زنگان به زنجان) و بعدها جز نیز به جزن تبدیل شده است و این روستا از دوران قبل از اسلام‌آباد بوده است.